# اسخوناون
اسخوناون (به هلندی: Schoonouwen) یک منطقهٔ مسکونی در هلند است که در کریمپنروارد واقع شده‌است. اسخوناون ۱۵۰ نفر جمعیت دارد.